# Uroplatus phantasticus
Espèce
Synonymes
- Uroplatus schneideri Lamberton, 1913

Statut de conservation UICN

 LC  : Préoccupation mineure
Statut CITES
Uroplatus phantasticus est une espèce de geckos de la famille des Gekkonidae.

## Répartition
Cette espèce est endémique de Madagascar.

## Habitat
Ce gecko vit dans la forêt tropicale humide, sur les troncs et branches des arbres à faible hauteur, et s'aventure rarement au sol.
Ce gecko vit dans les forêts humides où l'hygrométrie est élevée, variant entre 75 et 90 % selon le moment de la journée et la saison. Les températures varient de 20 à 26 °C environ durant la journée, avec une baisse modérée la nuit, et peu de différences durant la saison froide (températures aux alentours de 20 °C).
Il est à noter que vivant relativement bas dans les forêts, ce gecko ne reçoit que rarement l'éclairage direct du soleil.

## Description

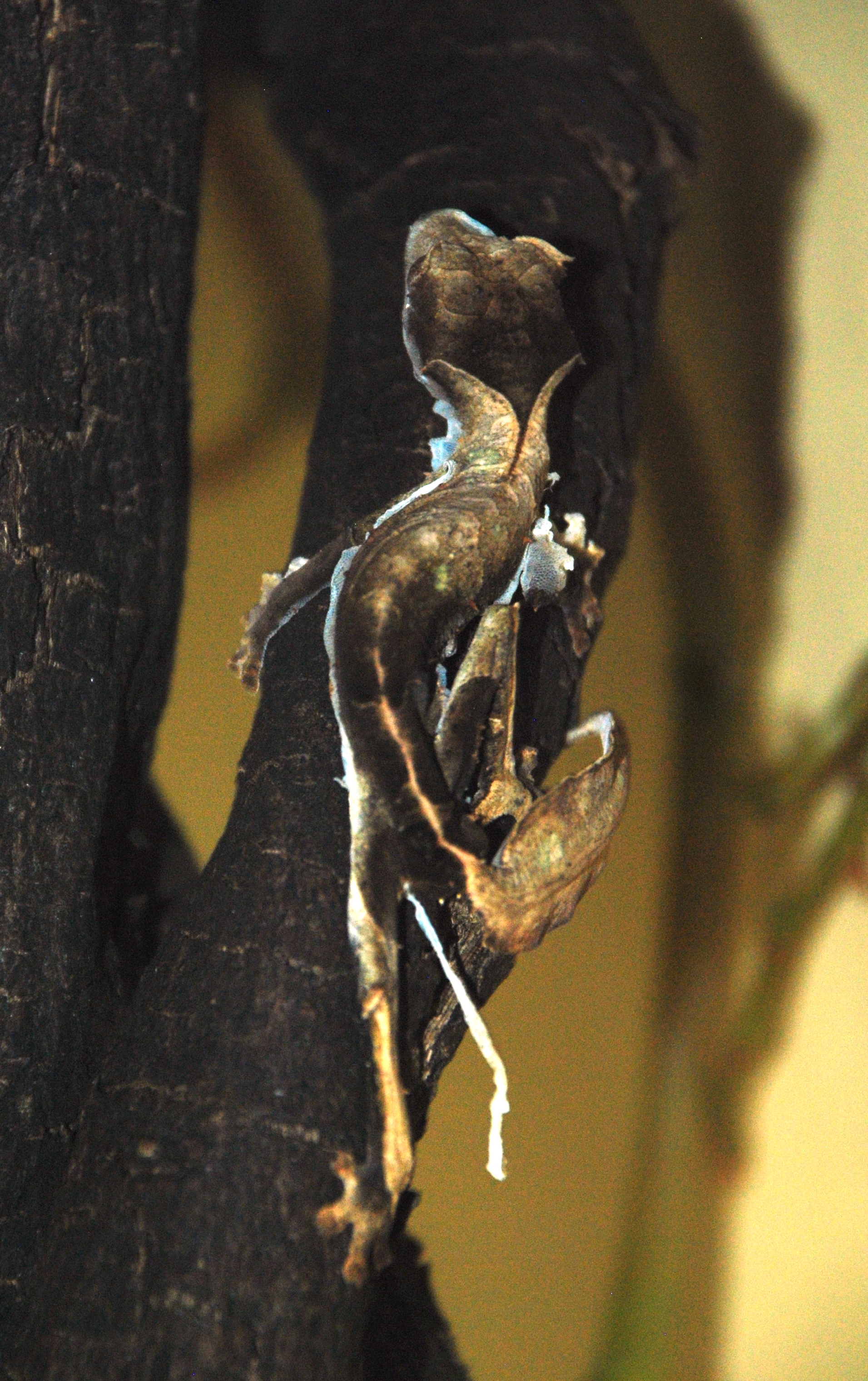
Uroplatus phantasticus

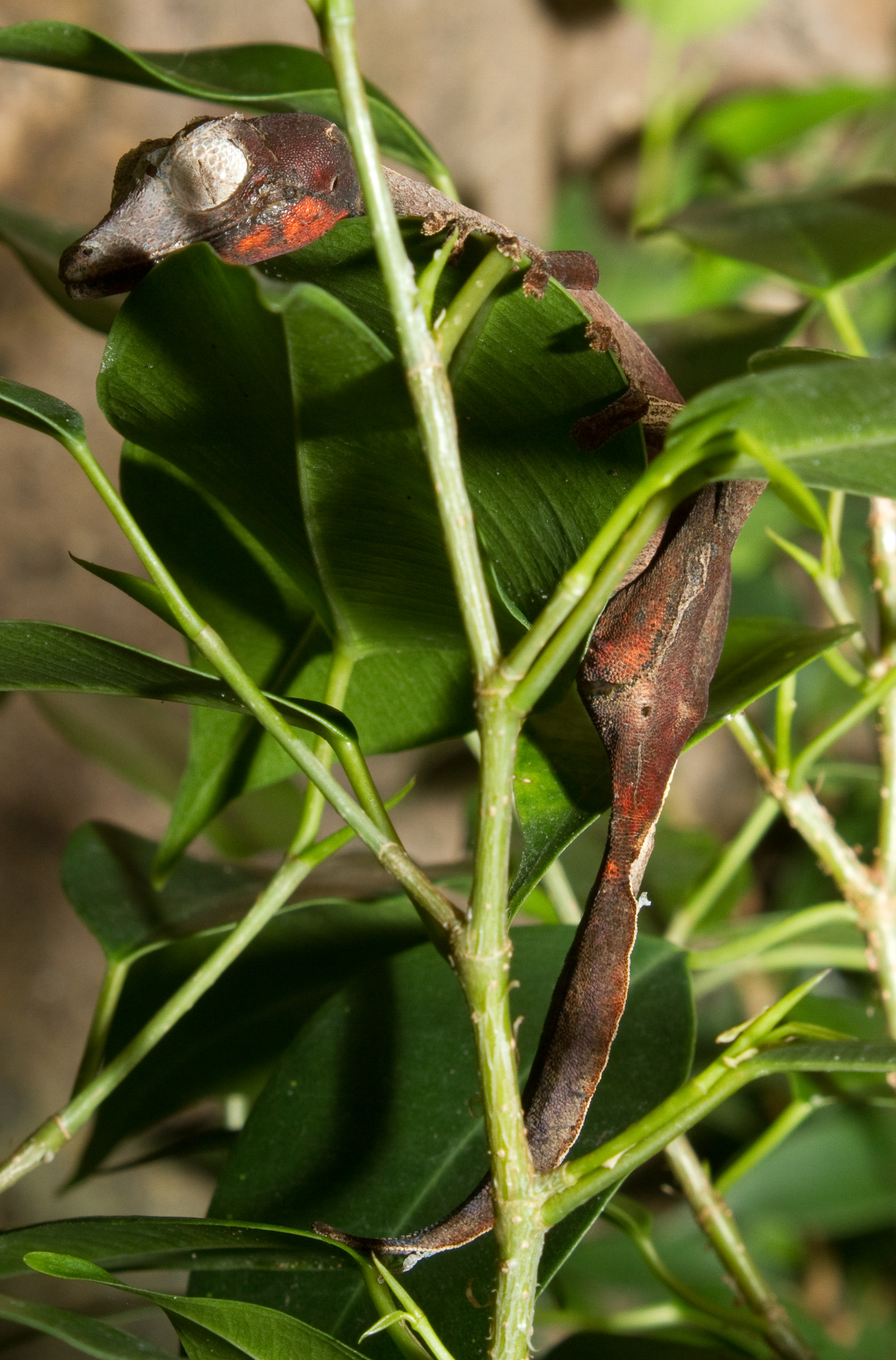
Uroplatus phantasticus

C'est un gecko nocturne et arboricole.
C'est une espèce relativement petite, a l'apparence de feuilles d'arbres, avec des nerveures apparentes. Pour les couleurs on trouve des feuilles sèches (marron beige), des variantes de jaune, orange, brun. Certains sont quasiment noirs. La queue a une forme de feuille (en spatule), reproduisant même des cannelures sur le pourtour. La tête est relativement massive, avec de grands yeux. Une sorte de crête en pointe au-dessus des yeux leur donne un regard très particulier, d'où vient son nom courant anglais : satanic leaf-tail gecko, ce qui signifie gecko satanique à queue en feuille.
Les mâles présentent un renflement de chaque côté à la base de la queue, logement des hémipénis.

## Alimentation
Ces geckos sont insectivores, ils attrapent les proies passant à portée, ou chassent en se laissant tomber sur leurs proies depuis les branches basses.

## Éthologie
Cet arboricole ne s'aventure que rarement au sol, en général pour y attraper son repas. Ce sont des nocturnes stricts, qui restent immobiles sur les branches durant la journée, et comptent plus sur leur camouflage que leurs déplacements pour leur sécurité. Ce gecko est un expert pour éviter les prédateurs, non seulement grâce à son remarquable mimétisme lui permettant de se fondre complètement dans le décor, mais aussi grâce à de nombreux comportements : il peut aplatir son corps contre le substrat pour réduire l'ombre qu'il projette, ouvrir grand ses mâchoires pour dévoiler une bouche rouge vif effrayante ou perdre volontairement sa queue pour tromper un prédateur.
Ils sont capables de se déplacer par bonds rapides, et peuvent s'accrocher à toutes les surfaces grâce aux setæ de leurs doigts. 
Les mâles sont territoriaux.

## Reproduction
Ces geckos sont matures à l'issue de leur première année. La reproduction débute à la sortie de l'hiver.
Les œufs sont en général pondus sur le sol, deux par deux, légèrement enterrés ou cachés sous des plantes ou écorces.
Les œufs incubent durant deux à trois mois. Plus la température d'incubation est élevée, plus le temps d'incubation est court. Mais ceci produit en général des petits moins robustes.
Les petits se nourrissent comme les adultes, avec des proies de taille adaptée, après un jeûne de quelques jours qui dure jusqu'à leur première mue.

## En captivité

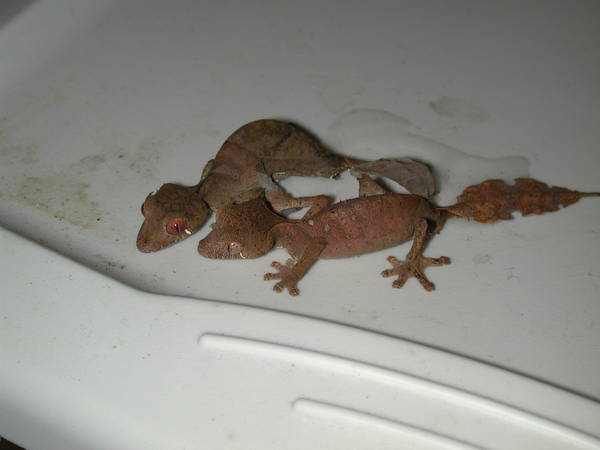
couple dUroplatus phantasticus mâle à droite et femelle à gauche

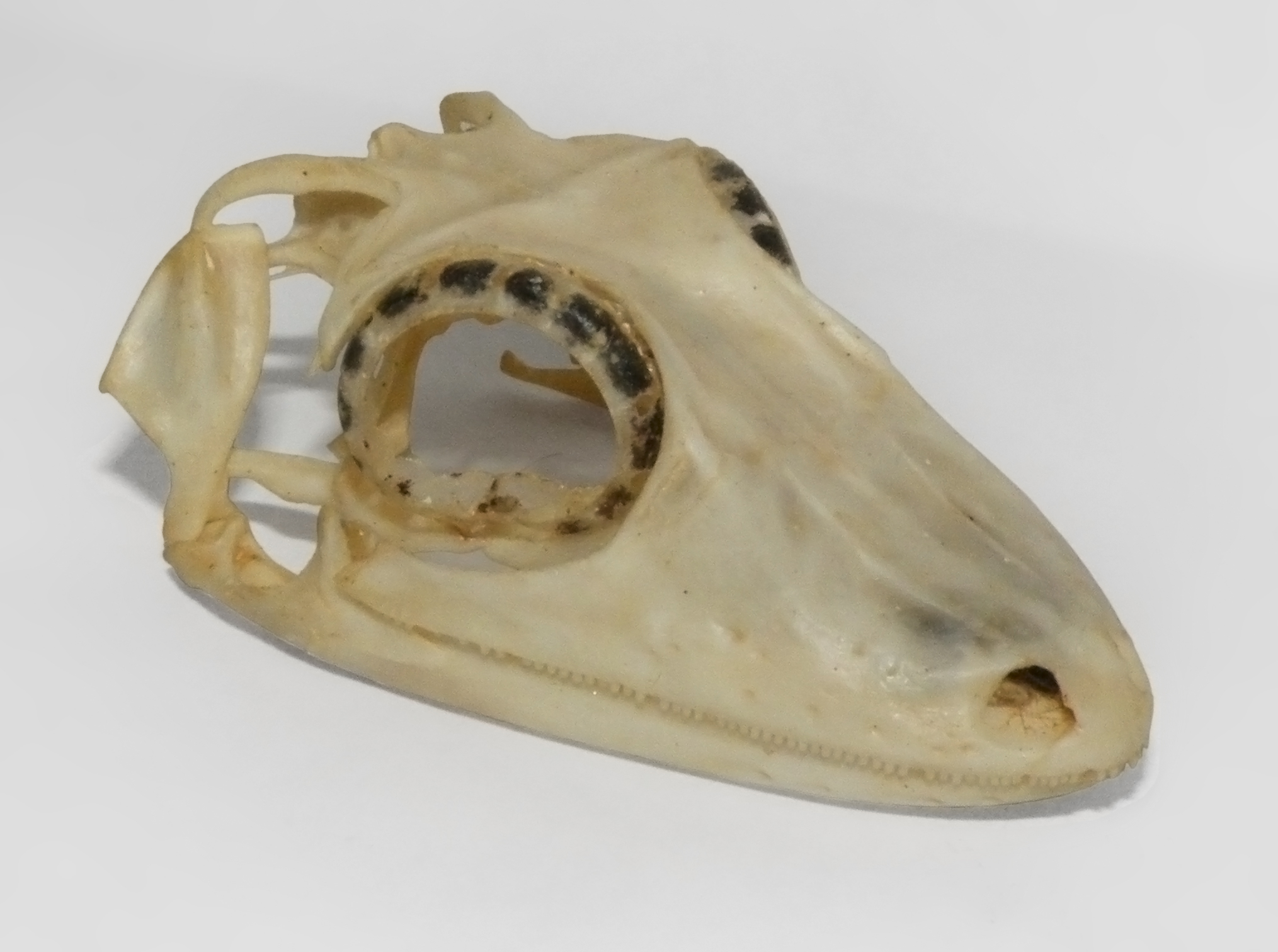
crâne dUroplatus phantasticus

Cette espèce se rencontre en terrariophilie. Cette espèce est fortement inféodée à son biotope, la forêt humide de Madagascar. Celle-ci étant menacée par la déforestation, c'est une espèce en danger. Elle est d'ailleurs depuis 2005 soumise à CITES, c'est-à-dire que chaque animal vendu doit avoir un numéro d'identification.
C'est une espèce réputée difficile à élever, car relativement difficile à reproduire et très sensible aux écarts par rapport aux paramètres climatiques de son biotope. Ils sont de plus très sensibles aux hautes chaleurs et peuvent mourir assez rapidement si la température dépasse les 30 °C. Elle est donc réservée aux terrariophiles confirmés.

## Publication originale
- Boulenger, 1888 : Descriptions of new Reptiles and Batrachians obtained by Mr. H. O. Forbes in New Guinea. Annals and Magazine of Natural History, ser. 6, vol. 1, n. 6, p. 343-346 (texte intégral).